# Sergej Livnev
Sergej Livnev (russisk: Серге́й Дави́дович Ли́внев) (født 16. april 1964 i Moskva i Sovjetunionen) er en russisk filminstruktør og manuskriptforfatter.

## Filmografi
- Van Gogi (Ван Гоги, 2019)[2][3]